# モンダリス

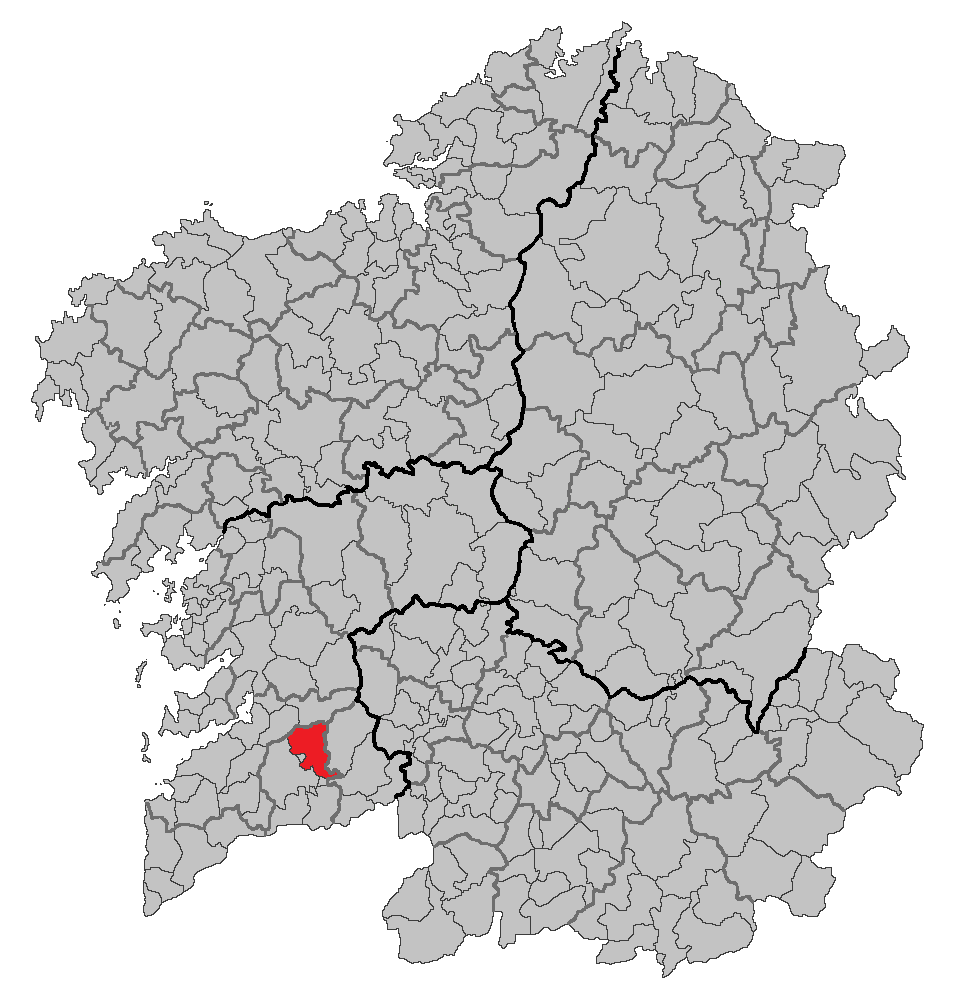
ガリシア州内の位置

モンダリス（Mondariz）は、スペイン、ガリシア州、ポンテベドラ県の自治体、コマルカ・ド・コンダードに属する。ガリシア統計局によると、2012年の人口は4,841人（2009年：5,259人）である。住民呼称は男女同形のmondaricense。
ガリシア語話者の自治体住民に占める割合は96.65%（2001年）。

## 地理
モンダリスはポンテベドラ県の南部に位置し、コマルカ・ド・コンダードに属する。隣接する自治体は、北がパソス・デ・ボルベンとフォルネーロス・デ・モンテス、南がサルバテーラ・デ・ミーニョとア・カニーサ、東がコベーロと、西がモンダリス＝バルネアリオとポンテアレーアスである。
モンダリスは面積85.8km²で、スイード山脈の南西に位置する。最高地点はコト・デ・エイラ峰で海抜881mである。12の教区に分けられている。
モンダリスはポンテアレーアス司法管轄区に属す。

### 人口
住民は12の教区内の65の地区（集落）に居住する。
| モンダリスの人口推移 1900－2010                         |
|                                                         |
| 出典:INE（スペイン国立統計局）1900年 - 1991年、1996年 - |

## 歴史
この地は、近代にはフェリーペ4世により1625年5月18日に認可されたソブローソ侯爵の所領であった。アルフォンソ13世の時代に、ビラソブローソ教区の住民による請願によって、1924年9月13日に自治区として設立された。また、第二共和国時代の1935年2月21日には、ケイマデーロス教区が請願によって自治区として認められた。

## 政治
自治体首長はガリシア国民党（PPdeG）のフリオ・アレン・モンテス（Julio Alén Montes）、自治体評議員は、ガリシア国民党：7、ガリシア民族主義ブロック（BNG）：5、ガリシア社会党（PSdeG-PSOE）：1となっている（2011年5月22日の自治体選挙結果、得票順）。
| 1999年6月13日自治体選挙 |        |        |          |
| 政党                    | 得票数 | 得票率 | 獲得議席 |
| PPdeG                   | 1,825  | 50.64% | 7        |
| PSdeG-PSOE              | 952    | 26.42% | 3        |
| BNG                     | 801    | 22.23% | 3        |

| 2003年5月25日自治体選挙 |        |        |          |
| 政党                    | 得票数 | 得票率 | 獲得議席 |
| PPdeG                   | 2,196  | 61.10% | 8        |
| PSdeG-PSOE              | 788    | 21.93% | 3        |
| BNG                     | 543    | 15.11% | 2        |
| CDCM                    | 41     | 1.14%  | 0        |

| 2007年5月27日自治体選挙 |        |        |          |
| 政党                    | 得票数 | 得票率 | 獲得議席 |
| PPdeG                   | 1,878  | 52.47% | 7        |
| BNG                     | 837    | 23.39% | 3        |
| PSdeG-PSOE              | 835    | 23.33% | 3        |

| '2011年5月22日自治体選挙 |        |        |          |
| 政党                     | 得票数 | 得票率 | 獲得議席 |
| PPdeG                    | 1,698  | 49.48% | 7        |
| BNG                      | 1,290  | 37.59% | 5        |
| PSdeG-PSOE               | 406    | 11.83% | 1        |

## 史跡
- ソブローソ城（Castelo de Sobroso） - ポンテアレーアスとの境界付近のランディン山の峰にあり、そこを境にコマルカ・ド・コンダードの南部は、ポルトガルとの国境につながるミーニョ川の渓谷地域に分けられる。城の起源は12世紀の1130年にまでさかのぼる。
- セルナデーラのローマ橋 - リオフリーオ教区、セルナデーラ地区のテア川にかかるローマ時代の石橋。

## 教区
モンダリスは12の教区に分けられる。
- フラーデス（サン・マルティーニョ）
- ガルガマーラ（サンタ・マリーア）
- ロウガーレス（サン・フィス）
- メイロル（サント・アンドレ）
- モンダリス（サンタ・バイア）
- モウリスカードス（サン・シブラン）
- ケイマデーロス（サンタ・マリーア）
- リオフリーオ（サン・ミゲル）
- サバシャンス（サン・マメーデ）
- トウトン（サン・マテーオ）
- ビラール（サン・マメーデ）
- ビラソブローソ（サン・マルティーニョ）